# Jonas Algirdas Antanaitis

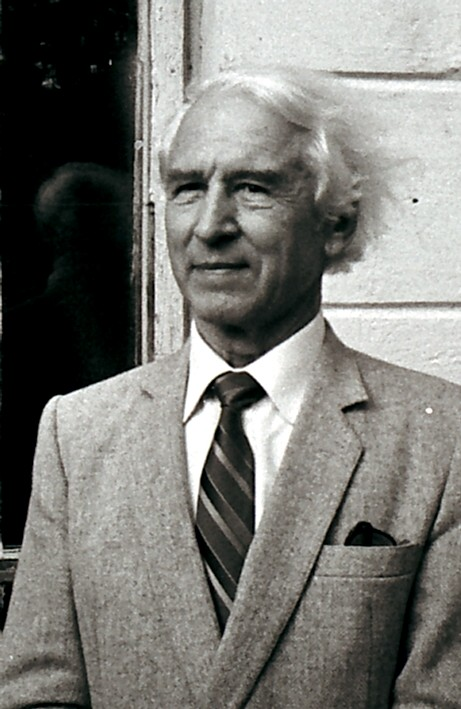
Jonas Antanaitis (1992)

Jonas Algirdas Antanaitis (*  19. August 1921 in Rimšiniai, Rajongemeinde Pakruojis; † 9. September 2018) war ein litauischer Politiker.

## Leben
Jonas Antanaitis’ Vater war Bauer und Verwalter von Pašvitinis. Jonas Algirdas absolvierte das Gymnasium Joniškis und von 1939 bis 1944 das Studium des Bauingenieurwesens an der Fakultät für Ingenieurwesen der Vytautas-Magnus-Universität in Kaunas.
Ab 1944 lehrte er Organisation der Bauarbeiten. 1945 wurde er von  KGB festgenommen und danach wegen der politischen Tätigkeit verurteilt. Bis 1954 war er in Lagern, überwiegend in Workuta. 
Ab 1957 arbeitete er in Litauen als Projektmeister, von 1977 bis 1995 leitender Konstruktor  im Institut für Projektierung im Industriebau. Von 1995 bis 1996 war er Mitglied im Seimas.
Er war Mitglied der Lietuvos socialdemokratų partija.

## Auszeichnung
- 2001: Vytis-Kreuz-Orden, Riterio kryžius

## Bibliografie
- Tautos teisė sukilti: medžiaga ir dokumentai 1941 m. Birželio sukilimui įvertinti. Lietuvos 1941 metų birželio 23-28 dienų sukilėlių sąjunga (sudarė Jonas Algirdas Antanaitis, Alfonsas Žaldokas). – Kaunas: Atmintis, 2001.

| Personendaten    | Personendaten                              |
| ---------------- | ------------------------------------------ |
| NAME             | Antanaitis, Jonas Algirdas                 |
| KURZBESCHREIBUNG | litauischer Politiker, Mitglied des Seimas |
| GEBURTSDATUM     | 19. August 1921                            |
| GEBURTSORT       | Rimšiniai, Rajongemeinde Pakruojis         |
| STERBEDATUM      | 9. September 2018                          |